# Першина, Мария Николаевна
Мария Николаевна Першина (1902—1978) — советский учёный в области агрономического почвоведения и агрохимии растений, специалист в области географо-генетических исследований различных видов почв, доктор сельскохозяйственных наук (1956), профессор (1958).

## Биография
Родилась 28 декабря 1902 года в городе Оханск в рабочей семье.
С 1918 по 1922 год на исследовательской и педагогической работе в Пермской губернии в качестве библиотекаря и преподавателя общеобразовательного учебного заведения. 
С 1922 по 1927 год обучалась на физико-математическом отделении Московский государственного университета имени М. В. Ломоносова по окончании которого получила специализацию «почвоведение». С 1927 по 1931 год на исследовательской работе в Центральной лесной опытной станции при НКЗ СССР в качестве научного сотрудника.
С 1931 по 1978 год на научно-педагогической работе в Московской сельскохозяйственной академии имени К. А. Тимирязева в качестве ассистента, доцента и с 1958 года — профессора по кафедре почвоведения. С 1931 по 1939 год занималась научной деятельностью под руководством одного из основоположников агрономического почвоведения, академика В. Р. Вильямса. Помимо основной деятельности М. Н. Першина являлась членом Учёных советов факультета агрохимии и почвоведения МСХА имени К. А. Тимирязева, Почвенного института имени В. В. Докучаева и биолого-почвенного факультета МГУ имени М. В. Ломоносова, являлась так же членом Комиссии по составлению учебных планов и программ Минвуза СССР.

### Научно-педагогическая деятельность и вклад в науку
Основная научно-педагогическая деятельность М. Н. Першиной была связана с вопросами в области агрономического почвоведения и агрохимии растений. М. Н. Першина занималась работами в области  проведения географо-генетических исследований почвенного покрова Советского Союза, занималась изучением генезиса почв сухих степей, биологического круговорота в целинных и культурных растительных сообществах степной и таёжной лесных зонах. М. Н. Першина занималась так же изучением генезиса чернозёмов, почв засоленного ряда, бурых лесных, коричневых и серо-коричневых почв, дерново-палевоподзолистых, дерново-подзолистых, дерново-карбонатных, пустынных, полупустынных и горных почв. М. Н. Першина была автором теории полигенезиса каштановых почв.
В 1956 году защитила докторскую диссертацию на соискание учёной степени доктор сельскохозяйственных наук по теме: «Почвы зоны сухих степей европейской части СССР». В 1958 году приказом ВАК СССР М. Н. Першиной было присвоено учёное звание профессор по специальности «почвоведение». М. Н. Першиной было написано более ста научных трудов и монографий, в том числе монографии «Почвы зоны сухих степей Европейской части СССР» (М.: 1956), а так же соавтором учебника для сельскохозяйственных ВУЗов «Почвоведение» (Колос, М.: 1969). Под её руководством было подготовлено три доктора и двадцать семь кандидатов сельскохозяйственных наук.

## Основные труды
- Почвы зоны сухих степей Европейской части СССР. - МСХА имени К. А. Тимирязева. Москва, 1956. — 829 с
- Почвоведение: учебник для высших учебных заведений / Под ред. проф. д-ра с.-х. наук И. С. Кауричева, проф. д-ра с.-х. наук И. П. Гречина. - Москва : Колос, 1969. — 543 с[5]

## Награды
- Орден Трудового Красного Знамени
- Орден «Знак Почёта»
- Медаль «За доблестный труд в Великой Отечественной войне 1941—1945 гг.»  * Медаль «В память 800-летия Москвы»
- Премия имени В. Р. Вильямса ТСХА[3][1]